# Cox (Espagne)
Pour les articles homonymes, voir Cox.
Cox, en castillan et officiellement (Coix en valencien), est une commune d'Espagne de la province d'Alicante dans la Communauté valencienne. Elle est située dans la comarque de Vega Baja del Segura et dans la zone à prédominance linguistique castillane.

## Histoire

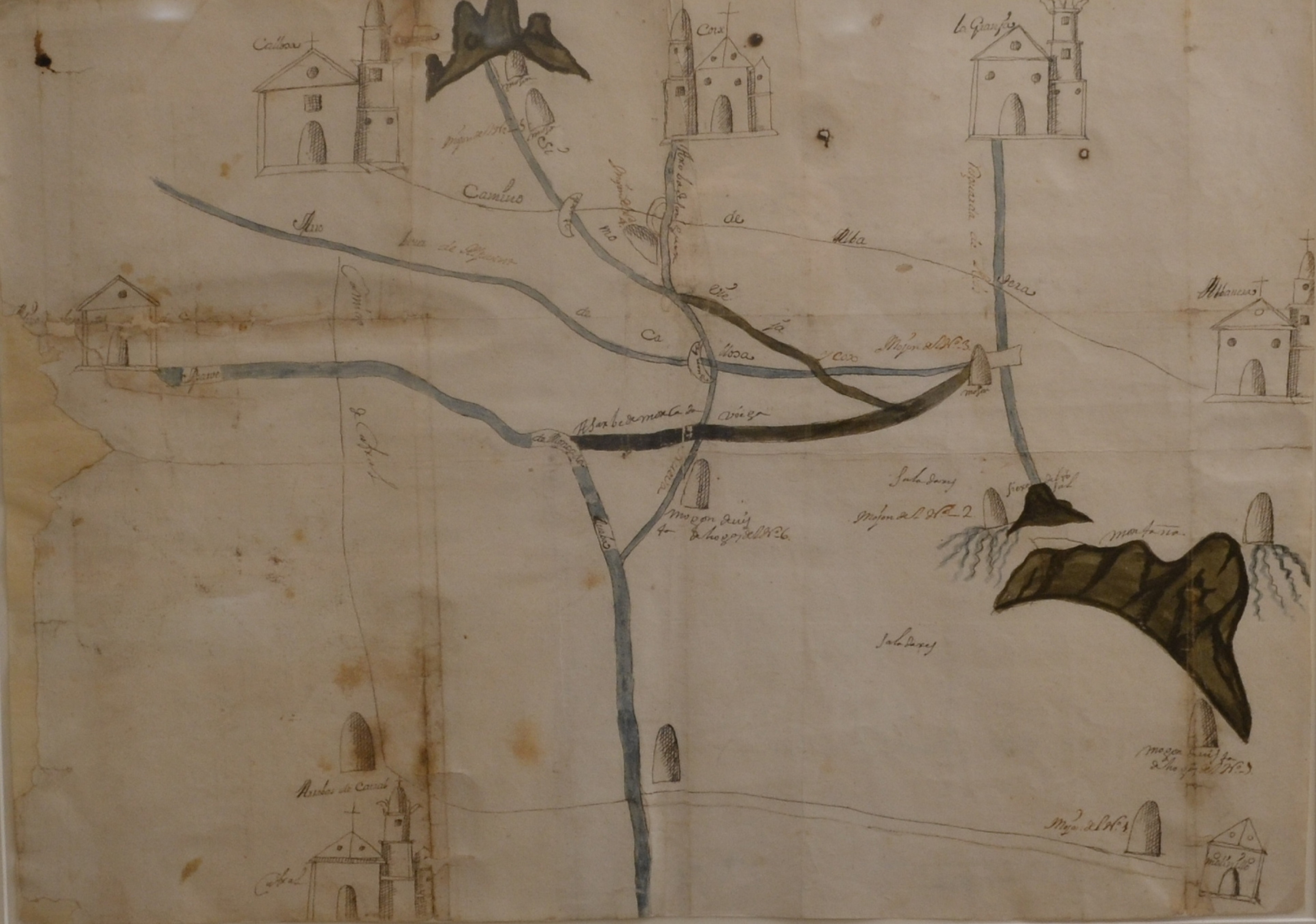
Carte des territoires communals de Callosa de Segura, Cox, Albatera et Granja de Rocamora

## Géographie

Localisation de Cox
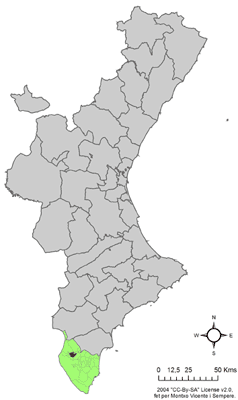
dans la Communauté valencienne.
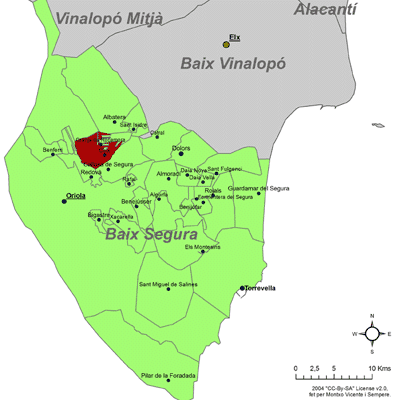
dans la comarque de Vega Baja del Segura.

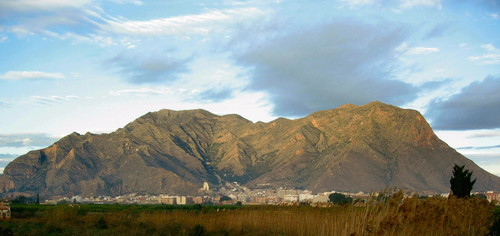
Cox au pied de la Sierra de Callosa (es).